# Имамходжаев, Ахбор Рустамович
Ахбор Рустамович Имамходжаев (узб. Axbor Rustamovich Imomxoʻjayev; 19 февраля 1936 года, Ташкент — 30 мая 2022 года, Ташкент) — советский и узбекский спортивный комментатор, футбольный судья республиканской категории и педагог, заслуженный наставник молодёжи Узбекистана. Основатель узбекской школы футбольных комментаторов.
В первые годы своей карьеры работал учителем физкультуры в школах. Позже работал арбитром, комментатором и спортивным журналистом.
Был главой судейского комитета Федерации Футбола Узбекистана.
В 1996 году был награждён медалью «Шухрат», а в 2006 году — званием Заслуженного наставника молодежи Узбекистана. Академик Академии наук «Туран» и лауреат Национальной премии журналистов Узбекистана «Олтин қалам» (Золотое перо).
Автор ряда книг об узбекском футболе. Изданы его книги «Футбол — моя радость, моя боль, моя гордость» (узб. Futbol — mening quvonchim, dardim, faxrim), «Очарован футболом» (узб. Maftunungman, futbol), «Мои настоящие любимцы в век футбола» (узб. Asr futbolidagi asl qadrdonlarim).

## Биография

### Детство и образование
Родился 19 февраля 1936 года в Ташкенте. Учился в школе № 45 на улице Катта-Бог кишлака Эшангузар. В 1954—1956 годах учился в Педагогическом институте Ташкента. В 1956—1957 годах был учителем физической культуры школы № 83 Мирзачульского района. В 1957 году также работал в школе Ахангаранского района Ташкентской области. Позже его пригласили в спортивное общество «Пахтакор». В 1963 году окончил футбольное отделение института физкультуры с красным дипломом. В этой школе он учился вместе с легендами узбекского футбола, как Геннадий Красницкий, Владимир Штерн, Хамид Рахматуллаев, Максуд Шарипов, которые внесли значительный вклад в развитие узбекского футбола.

### Журналистская, судейская и педагогическая деятельность
После института некоторое время преподавал в школе № 83 Зангиатинского района Ташкентской области, а вскоре был приглашен в институт физкультуры. Позже продолжил работу начальником молодёжного отдела Комитета физкультуры и спорта, главой судейско-надзорного комитета Федерации футбола, руководителем команды «Пахтакор», начальником отдела футбола газеты «Спорт». В спортивном отделе национальной телерадиокомпании Узбекистана прошел путь от рядового комментатора до начальника отдела.
За свою судейскую карьеру руководил товарищеским матчем ветеранской сборной Советского Союза против команды «Пахтакор». Спустя 40 минут матч завершился вничью — 1:1. В 1956 году вместе с Романом Турпищевым начал работать в качестве футбольного комментатора.
Его первый комментарий состоялся в этом году, во время матча «Пахтакора» против клуба «Спартак-Ереван». Два комментатора в течение 15 минут комментировали радио на русском и узбекском языках. Первый комментарий по телевидению был в 1960 году. Вместе с Романом Турпищевым они организовали поездку в Москву, Санкт-Петербург, Минск, Киев, Баку, Тбилиси, Ереван и Алматы и комментировали игры с участием «Пахтакора». Он стал первым спортивным журналистом Узбекистана, ставшим работать и за его границами.

### После завершения карьеры

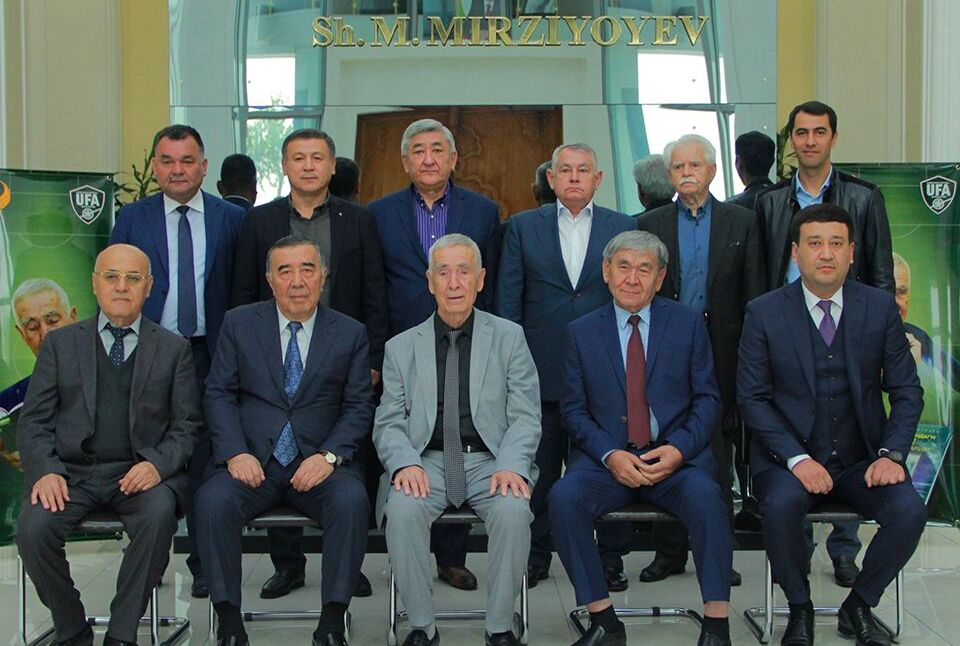
Ахбор Имамходжаев с ветеранами футбольной ассоциации Узбекистана

В 1980 году вместе с Махмудом Абдураимовым, Тулкиным Казакбаевым, Шавкатом Тулягановым, Бахадыром Ибрагимовым, Станиславом Стадником и Берадором Абдураимовым он сформировал команду ветеранов футбола под названием «Тонг» (Утро). Позже к ним присоединились представители других областей, которые разделились на две группы. В команде играли представители из разных сфер. Он сам был капитаном этой команды.
В начале 2000-х годов был главой судейского комитета Федерации Футбола Узбекистана.
Ахбор Имамходжаев скончался 30 мая 2022 года на 86-м году жизни. Похоронен на кладбище «Минор» в г. Ташкенте.

## Книги
Является автором многих книг. Футбольной общественности хорошо известны его труды, такие как «Футбол — моё счастье, печаль и гордость!», «Очарован тобой, футбол!», «Наш Мирджалол». Самая знаменитая из книг называется «Аср футболидаги асл кадрдонларим» (в переводе «Мои настоящие близкие в столетнем футболе»), выпущенная в честь 100-летия узбекского футбола. В своих книгах он написал множество исторических материалов, воспоминаний и интересных фактов об узбекском футболе, а также много информации об известных людях, работавших тренерами, игроками, экспертами, спортивными журналистами.
О гибели команды «Пахтакор» в 1979 году он сказал:

Моя самая большая боль — это Авиакатастрофа «Пахтакора». Потому что каждый член того «Пахтакора» стал мне другом, братом, родным. Сколько лет прошло после аварии, до сих пор не верится, что они погибли. Жизнь — это текущая река. Говорят, время лечит. Но некоторые боли не излечиваются даже годами. Такая боль не стареет. Воспоминания всегда обновляют эту боль. Поэтому в каждой книге, которую я заканчиваю, я обращаю внимание читателей на «Пахтакор-79». До сих пор у меня есть одна несбывшаяся мечта: проведение товарищеского памятного матча между «Пахтакором» и «Манчестер Юнайтед».
Оригинальный текст (узб.)Mening eng katta dardim — „Paxtakor-79“ning aviahalokati. Chunki oʻsha „Paxtakor“ning har bir aʼzosi men uchun doʻst, aka-uka, qadrdon boʻlib qolgan edi. Halokatga qancha yillar oʻtdi, ularning halok boʻlganiga hamon ishongim kelmaydi. Hayot — oqar daryo. Vaqt davolaydi deydilar. Ammo baʼzi dardlarni hatto oʻtib ketgan yillar ham butlay olmaydi. Bunday dard eskirmaydi. Xotiralar har gal bu dardni yangilayveradi. Shuning uchun ham oʻzim bitgan har bir kitobida kitobxonlar eʼtiborini „Paxtakor-79“ga qarataveraman. Shu kungacha ushalmay kelinayotgan bitta orzum bor. U ham boʻlsa „Paxtakor“ va „Manchester Yunayted“ jamoalari oʻrtasida oʻrtoqlik xotira uchrashuvini oʻtkazish.

## Семья
Имеет троих дочерей и двух сыновей.
Сын — Аброр Ахборович Имамходжаев, журналист нескольких узбекских спортивных интернет-изданий. Долгие годы работал на газетах и телевидении. Является автором многих телепередач, посвященных анализу футбольных новостей Узбекистана.
Сын — Зафар Ахборович Имамходжаев, в настоящее время является директором департамента СМИ и со связями с общественностью, пресс-секретарём, советником по информационной политике президента НОК Узбекистана.
Внук — Диёр Аброрович Имамходжаев, в настоящее время является генеральным директором Профессиональной футбольной лиги Узбекистана.

## Награды
Награждён нагрудными знаками «Халқ таълими аълочиси» (Отличник народного образования) и «Халқ таълими фидойиси» (Самоотверженец народного образования).
За публицистическую работу в газетах «Спорт» и «Узбекистон футболи» (Футбол Узбекистана) награждён национальной премией «Олтин қалам» (Золотое перо).
В 1996 году награждён медалью «Шухрат».
В 1996 году награждён почётной грамотой Республики Узбекистан.
22 февраля 2006 года в честь 70-летия был удостоен почетного звания заслуженного наставника молодежи Узбекистана — За проявленную большую заботу о широкой пропаганде массового спорта, в частности, футбола в нашей стране, воспитании всесторонне и гармонично развитого молодого поколения на основе национальных и общечеловеческих ценностей, в духе любви к Родине и за многолетний плодотворный труд.
В 2021 году решением Совета Государственного университета физической культуры и спорта Узбекистана присвоено звание почетного профессора данного ВУЗа.
Решением Президиума Академии наук «Туран» Института истории народов Средней Азии был принят в действительные члены Академии, а журналисту было присвоено научное звание академика.

## Память

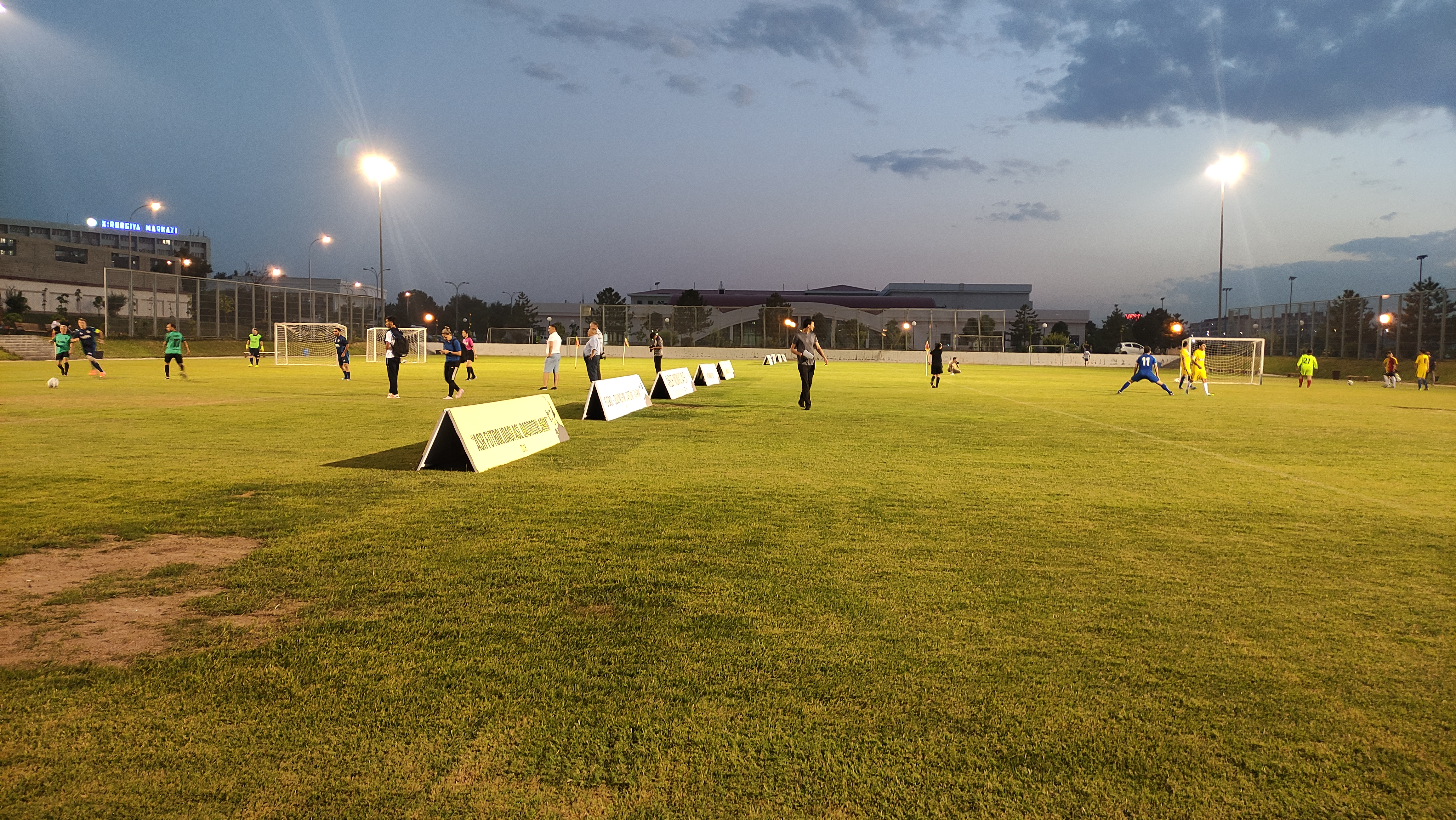
Памятный турнир Ахбора Имамходжаева. 2 июля 2024 г.

30 мая 2023 года, в день годовщины его смерти Футбольной Ассоциацией Узбекистана было принято решение провести «памятный турнир Ахбора Имамходжаева». День открытия турнира была назначена на 2 июля — всемирному дню спортивной журналистики. Игры состоялись с 3 по 6 июля. В турнире соревновались четыре ветеранские и четыре журналистские футбольные команды. Команды ветеранов «Пахтакор», «Тонг», «АФУ», «Журналист» и команды спортивных журналистов «Championat.asia», «Sports.uz», «Шарҳловчи», «Сулола». По итогам турнира победа досталась ветеранской команде Ассоциации футбола Узбекистана. Второе место завоевала команда «Сулола» в составе детей и внуков Ахбора Имамходжаева. Ветераны «Пахтакора» заняли 3-е место.
28 мая 2024 года Национальный олимпийский комитет Узбекистана, Ассоциация футбола Узбекистана и Профессиональная футбольная лига Узбекистана договорились о проведении памятного турнира Ахбора Имамходжаева. Во втором памятном турнире приняли участие 10 команд. 5 июля была брошена жеребьевка. 6 июля все клубы Узбекистана взяли перерыв, а турнир начался 7 июля. В первый день соревнований команда Ассоциации футбола под руководством Равшана Ирматова одержала победу над командой Центра футбольных судей Узбекистана, состоящей из судей, со счетом 7:0. В финале за победу боролись команды Футбольной ассоциации Узбекистана и «Сулола». Финал завершилась победой команды ФАУ со счётом 4:2.